# Jerzy Wicik
Jerzy Wicik (ur. 28 maja 1930 w Warszawie, zm. 15 kwietnia 2013 w Skolimowie) – polski aktor lalkowy.

## Życiorys
Początkowo współpracował z warszawskimi teatrami Baj i Ludowym, od 1963 do przejścia na emeryturę w 1988 grał w Teatrze Guliwer, gdzie należał do najważniejszych aktorów w zespole. Po 1988 kontynuował pracę, a także pełnił rolę doradczą podczas przygotowań nowych przedstawień.
Zmarł w Warszawie, pochowany 19 kwietnia 2013 na cmentarzu w Skolimowie.

## Ordery i odznaczenia
- Srebrny Krzyż Zasługi (1976)[2]
- Medal 10-lecia Polski Ludowej (19 stycznia 1955)[3]